# Brian Cook (pallavolista)
Brian Robertson Cook (Monterey, 1º giugno 1992) è un pallavolista statunitense.
Gioca nel ruolo di schiacciatore.

## Carriera
La carriera di Brian Cook inizia nel 2008, quando entra a far parte del Bay to Bay Volleyball Club e poi della squadra di pallavolo maschile della Soquel High School; in questo periodo viene convocato nelle selezioni giovanili statunitensi, vincendo la medaglia d'oro al campionato nordamericano Under-21 2010.
Terminate le scuole superiori gioca a livello universitario con la Stanford University: prende parte alla Division I NCAA dal 2011 al 2014, raggiungendo la finale nel corso del suo senior year, uscendo però sconfitto contro la Loyola Chicago University; nel corso della carriera universitaria raccoglie diversi riconoscimenti individuali, sia a livello nazionale che di conference.
Nella stagione 2014-15 inizia la carriera professionistica, ingaggiato dal Panathinaikos Athlitikos Omilos nella Volley League greca. Nella stagione 2015-16 si trasferisce in Italia per giocare con la Pallavolo Padova, in Serie A1, mentre nell'annata successiva, pur rimanendo nello stesso campionato, veste la maglia del Modena Volley, aggiudicandosi la Supercoppa italiana 2016.

## Palmarès

### Club
- Supercoppa italiana: 1

2016

### Nazionale (competizioni minori)
- Campionato nordamericano Under-21 2010

### Premi individuali
- 2013 - All-America First Team
- 2014 - All-America First Team
- 2014 - Division I NCAA statunitense: Chicago National All-Tournament Team